# Васильев, Владимир Константинович
Васи́льев Влади́мир Константинович (1886—1983) — учёный в области проектирования судовых паровых турбин и корабельных турбинных установок, доктор технических наук, профессор.

## Биография
Владимир Константинович Васильев родился 15 (27) июля 1886 года.
В 1907 году окончил механическое отделение Морского инженерного училища в Кронштадте и произведён в подпоручики Корпуса инженеров-механиков флота.
В 1913 году окончил кораблестроительное отделение Николаевской военно-морской академии, произведён в чин «инженер-механик-старший лейтенант».
Работал в Главном управлении кораблестроения, затем преподавал в Морском инженерном училище и в Военно-морской академии.
В 1924—1931 годах принимал участие в создании первых турбин для советских боевых кораблей.
В 1932—1934 года был одним из основателей и первым деканом факультета судовых механизмов Ленинградского кораблестроительного института.
С 1930 по 1942 год был заведующим кафедрой судовых паровых турбин ЛКИ.
С 1934 года — профессор, в 1939 году защитил докторскую диссертацию,
В 1947—1949 годах — заведующий кафедрой судовых газовых турбин и заместитель ректора ЛКИ.
В 1949—1956 годах был начальником кафедры паровых и газовых турбин в Военно-морской академии.
В 1956—1971 годах — заведующий кафедрой в Северо-Западном политехническом институте.
Умер в 1983 году.